# Nervilia petraea
Nervilia petraea là một loài thực vật có hoa trong họ Lan. Loài này được (Afzel. ex Sw.) Summerh. mô tả khoa học đầu tiên năm 1945.